# Марленд, Роберт
Ро́берт Де́йвис Ма́рленд (англ. Robert Davies Marland; род. 13 мая 1964, Миссиссога, Онтарио) — канадский гребец, выступавший за сборную Канады по академической гребле в период 1986—1992 годов. Чемпион летних Олимпийских игр в Барселоне, дважды серебряный призёр чемпионатов мира, победитель и призёр регат национального значения.

## Биография
Роберт Марленд родился 13 мая 1964 года в городе Миссиссога провинции Онтарио, Канада.
Заниматься академической греблей начал во время учёбы в старшей школе, позже состоял в гребной команде Университета Трент, неоднократно принимал участие в различных студенческих регатах.
Дебютировал на взрослом международном уровне в сезоне 1986 года, когда вошёл в основной состав канадской национальной сборной и выступил на чемпионате мира в Ноттингеме. В зачёте распашных парных двоек занял итоговое восьмое место.
На мировом первенстве 1987 года в Копенгагене финишировал четвёртым в рулевых четвёрках.
Благодаря череде удачных выступлений удостоился права защищать честь страны на летних Олимпийских играх 1988 года в Сеуле. В распашных четвёрках с рулевым сумел квалифицироваться лишь в утешительный финал В и расположился в итоговом протоколе соревнований на девятой строке.
После сеульской Олимпиады Марленд остался в составе гребной команды Канады на ещё один олимпийский цикл и продолжил принимать участие в крупнейших международных регатах. Так, в 1989 году он выступал в парных одиночках на чемпионате мира в Бледе.
На мировых первенствах 1990 года в Тасмании и 1991 года в Вене дважды подряд становился серебряным призёром в восьмёрках.
Находясь в числе лидеров канадской национальной сборной, благополучно прошёл отбор на Олимпийские игры 1992 года в Барселоне. В программе восьмёрок в финале обошёл всех своих соперников, в том числе на 0,14 секунды опередил ближайших преследователей из Румынии, и тем самым завоевал золотую олимпийскую медаль. Вскоре по окончании этих соревнований принял решение завершить карьеру профессионального спортсмена.
За выдающиеся спортивные достижения введён в Канадский олимпийский зал славы (1994) и Зал славы спорта Миссиссоги (1997).
Впоследствии работал агентом по продаже недвижимости в компании Royal LePage.